# Николаев, Михаил Архипович
Михаил Архипович Николаев (27 октября 1917, Кузнецово, Ивановская область — 17 августа 1943, Краснокутский район, Харьковская область) — наводчик орудия 496-го истребительно-противотанкового артиллерийского полка, сержант.

## Биография
Родился 27 октября 1917 года в деревне Кузнецово ныне Вичугского района Ивановской области в семье крестьянина. Русский. Окончил 5 классов. Работал в колхозе.
В Красной Армии с 1939 года. На фронте в Великую Отечественную войну с октября 1942 года.
Отличился в боях на Курской дуге. 5 июля 1943 года батарея, в которой служил сержант Николаев, стояла на прямой наводке у села Черкасское. Когда к позициям батареи прорвалось 15 танков противника, наводчик Николаев подбил лично 5 танков, чем внёс перелом в ход боя. 17 августа 1943 года в районе села Качаловка на батарею вышли 24 вражеских танка. В ожесточенном бою были выведены из строя три орудия из четырёх. У последнего орудия остался в живых один наводчик Николаев. Он продолжал вести огонь, уничтожил 3 танка врага. Когда и это орудие было разбито, он продолжал вести огонь по танкам из противотанкового ружья. На поле боя горело 8 вражеских машин, но силы были не равные. Герой погиб под гусеницами танка, не сделав ни шагу назад.
Указом Президиума Верховного Совета СССР от 21 сентября 1943 года за образцовое выполнение боевых заданий командования на фронте борьбы с немецко-фашистским захватчиками и проявленные при этом мужество и героизм сержанту Николаеву Михаилу Архиповичу посмертно присвоено звание Героя Советского Союза.

## Награды
Награждён орденами Ленина, Красной Звезды, медалью.

## Память
Именем Героя названа улица в поселке Каменка Вичугского района. На школе в деревне Кузнецово установлена мемориальная доска.